# Шиш, Владимир Степанович
Владимир Степанович Шиш (18 августа 1951 — 22 сентября 2021) — российский валторнист, педагог.

## Биография
Окончил Житомирское музыкальное училище им. В. С. Косенко (1970, класс М. С. Лукашенко) и Ростовский государственный музыкально-педагогический институт (1975, класс И. Л. Артемьева).
В 1972—1974 гг. — артист оркестра Ростовского Театра музыкальной комедии. В 1974—1991 гг. концертмейстер группы валторн Симфонического оркестра Ростовской филармонии. С 1991 г. — солист и концертмейстер группы валторн в Симфоническом оркестре России под управлением Вероники Дударовой, одновременно в 1995—2000 гг. — солист симфонического оркестра «Русская филармония». Заслуженный артист России (1993).
Преподавал в Российской академии музыки имени Гнесиных и Академическом музыкальном колледже при Московской консерватории (с 2003 г.). Профессор.
С 2011 года — профессор Московской Государственной консерватории им. П. И. Чайковского, с 2012 года — заведующий кафедрой медных духовых инструментов.